# Monte Hudson
Monte Hudson, in spagnolo Cerro Hudson, è uno stratovulcano del Cile del sud. Nel 1991 ha prodotto una delle più grandi eruzioni del secolo. La montagna ha alla sua sommità una grande caldere formatasi 5 o 6 000 anni fa. È attualmente coperta da un ghiacciaio. Le moderne eruzioni sono avvenute all'interno della caldera, con la parziale fusione del ghiacciaio. L'eruzione più importante avvenuta in epoca storica ha avuto luogo tra l'agosto e l'ottobre del 1991; essa fu di tipo pliniano e mise nell'atmosfera un'importante quantità di anidride solforosa. L'eruzione avvenne pochi mesi dopo quella del vulcano Pinatubo e trovò poca eco nei mezzi di comunicazione, pur essendo di dimensioni importanti, in quanto la regione dell'eruzione poco abitata non ebbe le devastanti conseguenze del vulcano filippino. Solo nel 2008 in Alaska il vulcano dell'Isola Kasatochi ha avuto una emissione di anidride solforosa di proporzioni simili.

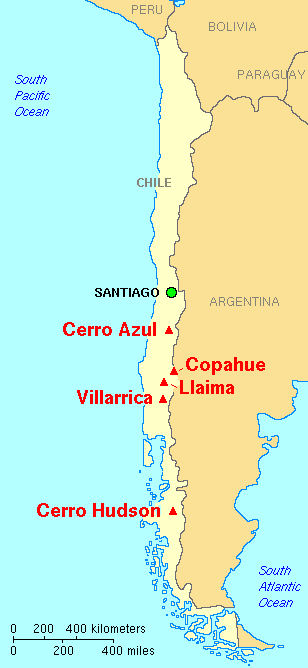
Principali vulcani cileni